# Vitor (ur. 1953)
Vitor, właśc. Vitor de Paula Oliveira Braga (ur. 23 listopada 1953 w Pedro Leopoldo) – piłkarz brazylijski, występujący na pozycji bramkarza.

## Kariera klubowa
Karierę piłkarską Vitor rozpoczął w klubie Cruzeiro EC w 1972 roku. W Cruzeiro 27 października 1973 w wygranym 3-0 meczu ze Sportem Recife Vitor zadebiutował w lidze brazylijskiej. Z Cruzeiro trzykrotnie zdobył mistrzostwo stanu Minas Gerais – Campeonato Mineiro w 1972, 1973 i 1974 oraz wicemistrzostwo Brazylii. W latach 1977–1979 występował w Santosie FC, z którym zdobył mistrzostwo stanu São Paulo – Campeonato Paulista w 1978 roku. W latach 1982–1984 ponownie występował w Cruzeiro. W barwach Cruzeiro 26 lutego 1984 w zremisowanym 2-2 meczu z Atlético Paranaense Vitor po raz ostatni wystąpił w lidze brazylijskiej. Ogółem w lidze brazylijskiej wystąpił w 53 spotkaniach.

## Kariera reprezentacyjna
W 1972 roku Vitor uczestniczył w Igrzyskach Olimpijskich w Monachium. Na turnieju Vitor był rezerwowym zawodnikiem i nie wystąpił w żadnym meczu grupowym reprezentacji Brazylii.